# Agostina Segatori
Agostina Segatori, née à Ancône le 9 octobre 1841 et morte à Paris 18e le 3 avril 1910, est un modèle italien et tenancière de café-restaurant.
Elle a posé pour des peintres parisiens comme Édouard Dantan, Jean-Baptiste Corot, Vincent van Gogh ou encore Édouard Manet.

## Biographie
Agostina Segatori est née en 1841 dans la ville d'Ancône, en Italie. 
Le 12 octobre 1861, elle se marie à Rome avec Pierre Gustave Morière, natif d'Almenêches (Orne). Ensuite le couple se sépare sans divorcer et Agostina Segatori vit à partir de 1872 une relation houleuse avec le jeune peintre Édouard Dantan et a un enfant de lui, Jean-Pierre Segatori.
Le conjoint officiel, Pierre Gustave Morière, meurt à son domicile de Déville-lès-Rouen en septembre 1879. Plus de quatre ans après la mort de son mari, Agostina Segatori fait reconnaître la (fausse) paternité par un jugement du tribunal de la Seine.
En 1872, elle devient le modèle du peintre Dantan à l'occasion de sa première œuvre exposée au Salon. Édouard Dantan présente au Salon de 1874 un médaillon de cire représentant sa maîtresse. Durant les étés des années 1874, 1875 et 1877, lors de ses séjours avec Dantan et leur fils, Agostina Segatori pose de multiples fois pour son compagnon peintre. Elle se sépare de Dantan en 1875. Celui-ci épouse en mai 1889 une jeune femme de sa condition, Élisa Lestrelin.
Agostina Segatori se rend célèbre pour sa relation, au printemps 1887, avec Vincent van Gogh qui s'installe à Paris en 1886 jusqu'en 1888. Peu d'informations existent sur cette relation car van Gogh vit à l'époque avec son frère Théo. Du fait il ne reste que très peu de sa correspondance de cette période. Cependant, Agostina Segatori est citée dans deux lettres par le peintre. Des informations sur cette relation sont relatées par l'un des amis les plus intimes de van Gogh, le peintre Émile Bernard, dans un article qu'il écrit sur le père Tanguy, un personnage parisien important du XIXe siècle. Agostina Segatori aurait suscité la première exposition de Vincent Van Gogh dans son café Au Tambourin. Leur relation devient vite orageuse et ils décident d'un commun accord de se séparer en juillet 1887. Après cette séparation, Agostina Segatori conserve des œuvres de Van Gogh au sein de son café.
Agostina Segatori s'éteint en 1910 à Paris après avoir connu des revers de fortune, dont la perte de son café. Elle est inhumée au cimetière parisien de Saint-Ouen (division 25).

### Le caféAu Tambourin

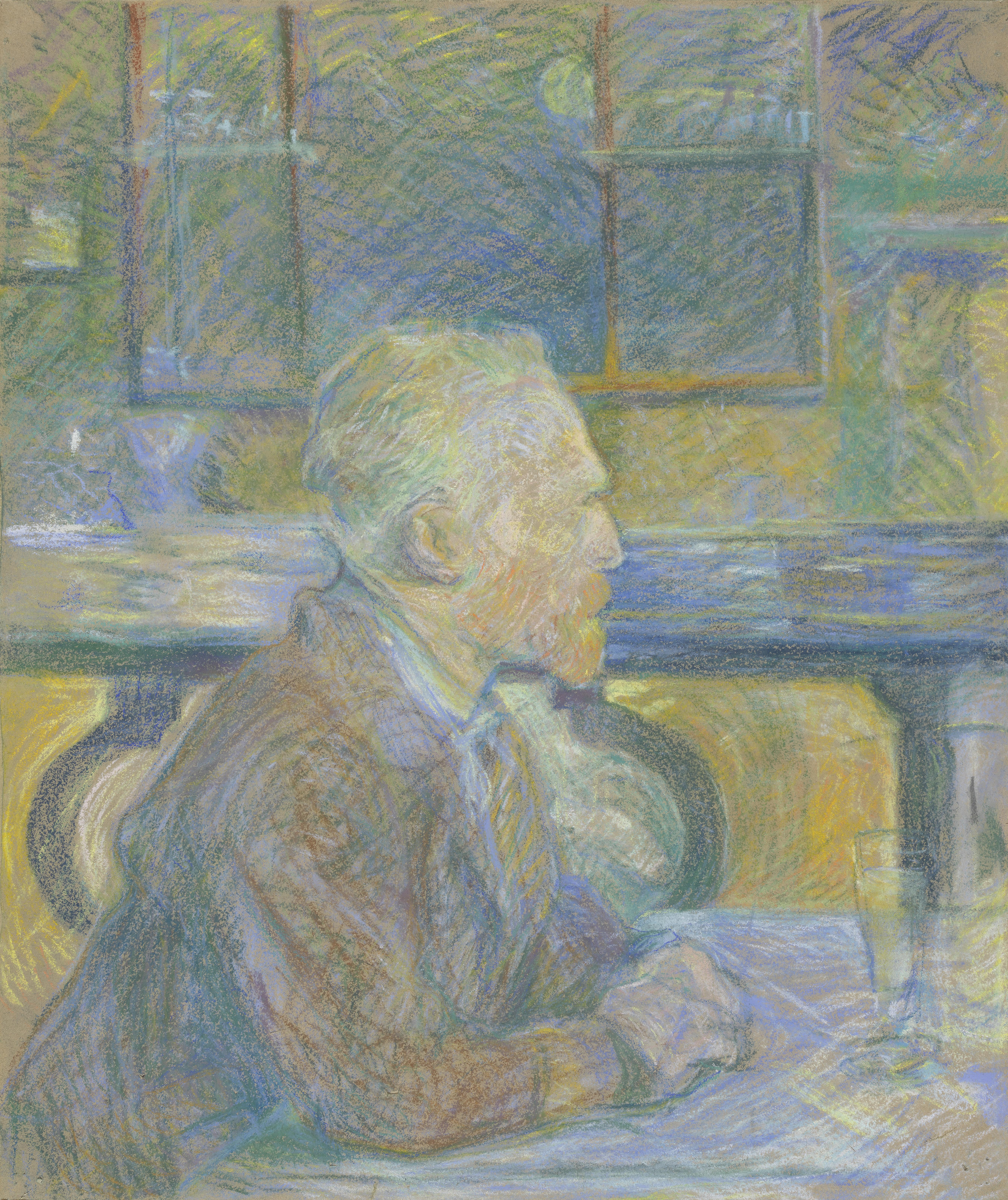
Henri de Toulouse-Lautrec, Portrait de Vincent van Gogh (1887), Amsterdam, musée Van Gogh.

Le café Au Tambourin tenu par Agostina Segatori ouvre fin 1883 au 27, rue de Richelieu à Paris, puis en mars 1885, il rouvrira au 62, boulevard de Clichy, également dans la capitale.
Agostina Segatori y expose des œuvres de ses amis peintres.
Le café est fréquenté par des peintres, des écrivains et des critiques d'art,.

### Le modèle
En plus d'Edouard Dantan, en 1860 Agostina Segatori pose pour Édouard Manet qui réalise son portrait dans son tableau L'Italienne (New York, collection particulière) ; l'œuvre est vendue par le marchand Alphonse Portier à Alexandre Cassatt, le frère de Mary Cassatt[réf. nécessaire].
Elle pose ensuite deux fois pour le peintre Jean-Baptiste Corot, pour le Portrait d'Agostina Segatori (1866, New York, collection particulière) et La Bacchante aux tambourins.
Elle pose également pour Jean-Léon Gérôme[réf. nécessaire].
Vincent van Gogh réalise deux portraits d'Agostina Segatori : La Femme au tambourin (1887, huile sur toile, Amsterdam, musée Van Gogh) et L'Italienne (Paris, musée d'Orsay).

Jean-Baptiste Corot, Portrait d'Agostina Segatori (1866), New York, collection particulière.
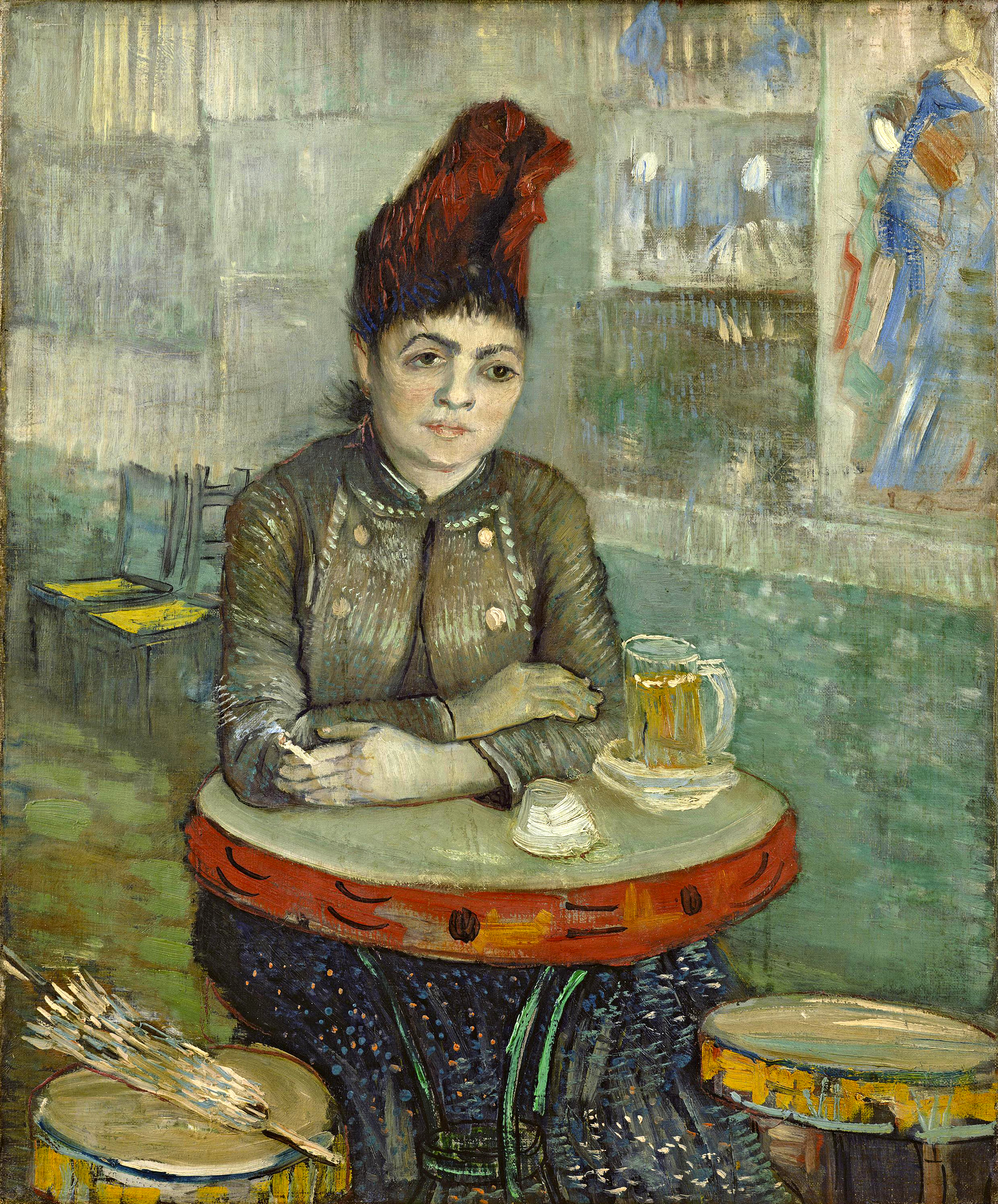
Vincent van Gogh, Agostina Segatori au café du Tambourin (1887), huile sur toile, Amsterdam, musée Van Gogh.
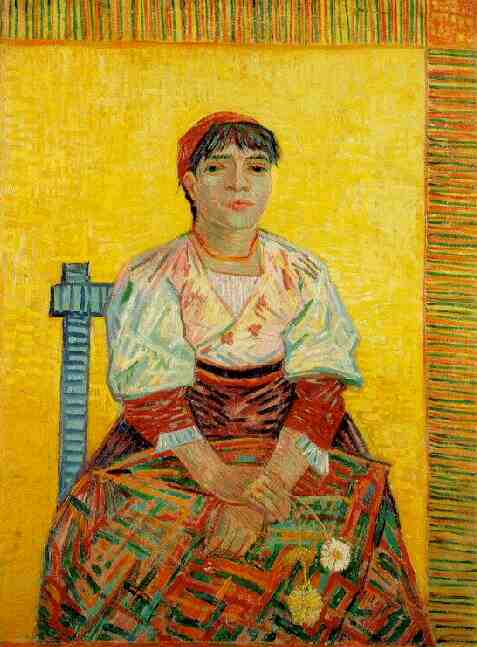
Vincent van Gogh, L'Italienne (1887), Paris, musée d'Orsay.